# Careproctus parvidiscus
Careproctus parvidiscus is een straalvinnige vissensoort uit de familie van snotolven (Cyclopteridae). De wetenschappelijke naam van de soort is voor het eerst geldig gepubliceerd in 2002 door Imamura & Nobetsu.
Het holotype van deze soort werd verzameld in het zuiden van de zee van Ochotsk, nabij de tip van het schiereiland Shiretoko op Hokkaido (Japan), op een diepte van 400 à 700 meter.